# Antwon
 (mars 2025).
Antwon est un rappeur américain originaire de San José.
En 2016, il fonde le collectif Secret Circle avec Lil Ugly Mane et Wiki (en), dissous en 2018 à la suite à d'accusations concernant son comportement envers plusieurs femmes, qu'il reconnaît partiellement dans une déclaration publique.

## Biographie
Antwon est originaire de San José. Durant sa jeunesse, il écoute Biohazard et du thrash metal. Il est un temps membre du groupe de punk hardcore Leather. Il rappe ensuite sous le pseudonyme Antwon, nom qu'il dit avoir choisir « parce qu'il sonnait français ».
En 2011, Antwon publie la mixtape Fantasy Beds, qui contient des productions de Clams Casino et de Salem. Il publie également l'album My Westside Horizon. En 2012, il publie l'album End of Earth, qui inclut une collaboration avec Pictureplane (en).
En 2013, il publie la mixtape In Dark Denim via le label Greedhead de Heems (en), qui comprend des collaborations avec Cities Aviv, Teams (en) et Blackie (en). Pitchfork lui attribue une note de 6,2/10 et souligne une personnalité musicale bien définie mais une exécution technique limitée.
En mars 2014, il effectue sa première tournée européenne, passant notamment par Paris, Berlin, Copenhague, Londres et Amsterdam. En mai 2014, il sort l'album Heavy Hearted In Doldrums sous les labels UNIF et Nature World. Il comprend douze titres et présente des collaborations avec notamment Lil Ugly Mane, Wiki (en), Heems et Lakutis (en).
En 2016, il fonde le collectif Secret Circle avec Lil Ugly Mane et Wiki, qui publie un premier single en juin de la même année. En octobre 2017, il sort la mixtape Sunnyvale Gardens comprenant 14 titres. Elle contient des collaborations avec plusieurs artistes dont Lil Peep et Matt Ox, ainsi que des productions de Kaytranada et Shlohmo.
En mai 2018, Lil Ugly Mane annonce la dissolution de Secret Circle, qui n'avait sorti que quelques morceaux, et annule une tournée et la sortie de leur album,. Antwon publie une déclaration reconnaissant avoir « profité de personnes » et « joué avec les émotions et les sentiments de plusieurs femmes ». Wiki et Lil Ugly Mane précisent ensuite que la dissolution du groupe est liée à ces accusations, Lil Ugly Mane mentionnant explicitement des problèmes d'absence de consentement,.

## Style
Spin décrit sa voix comme grave et puissante et le compare à Notorious B.I.G. Paper décrit son style comme expérimental et ses productions comme tantôt rêveuses, tantôt sombres et industrielles. Ses textes abordent principalement la sexualité,, les dépendances et la solitude existentielle, avec un humour désabusé.
Il cite Kid Rock et Prince comme influences.